# Великий Сахарський артезіанський басейн
Великий Сахарський (Алжиро-Туніський) артезіанський басейн — артезіанський басейн, що розташований на території Алжиру, Тунісу і Лівії.

## Характеристика
Площа близько 600 тис. км². Пов'язаний з Сахарською плитою з докембрійським фундаментом. Головний водоносний комплекс пов'язаний з нижньокрейдовими піщано-глинистими відкладами, відомими під назвою «континенталь інтерколер».
Розвідана потужність комплексу — 350 м, глибина покрівлі — 100–1300 м. Води інколи термальні, прісні і слабкомінеразіловані (0,3–1,5 г/л). Ресурси оцінюються у 23 м³/сек. Води басейну використовують в промисловості та сільському господарстві.

## Технологія розробки
Дебіт свердловин — до 300 л/сек самовиливом.